# JB470
JB470（ジェイビー470）は、バンテック社が1996年～2000年にかけて製造したキャンピングカーである。
ベース車両は三菱デリカトラック。4駆モデルが先に登場したが後に2駆モデルも追加された。2駆モデルは後輪に小径ワイドタイヤを採用することで全高を2.65mと低く抑えている。
年式により微妙な装備などの違いがあり、1998年モデル以降は内装の木目がパステル系から茶系に変更された。

## 主な概要
- 全長4.7m全幅1.89m高さ2.85m(4駆)、ホイールベース2.22m、乗車定員6名就寝定員5名、ベース車両三菱デリカ・トラック、エンジン4D56　2.5Lディーゼルターボ、最大馬力85ps/4200rpm、最大トルク20.0kgm/2000rpm
- FRP成型一体型キャビン、FASP対面式フルリクライニングハイバックシートx2、引き出し式バンクベッド、断熱サンルーフカーテン付きx2、標準装備（CP仕様）：ボディーストライプ、リアヒーター＆クーラー、ルーフレール、アクリル断熱二重窓x6（内コンビロールx4)、シンク付2口コンロ、清水タンク30L、飲料水タンク18L、排水タンク48L、3way冷蔵庫56L、カセットトイレ、カートリッジ式ガスボンベx2、フロントキャビンカーテン、室内照明x2、照明+ファン付きルーフベント、大型テーブル、外部シャワー、100Aディープサイクルバッテリー、バッテリープロテクタ、パワーサプライ(自動充電器）、外部コンセント、走行充電システム、TVアンテナ（ブースター付）、自転車キャリッジベース、バックアイカメラ、サイドオーニング2.5M、FFファンヒーター、トイレ用換気扇、冷蔵庫クーリングアシスト、リアラダー

## 車種シリーズ

### 前期型（1996年～1998年）
- JB470(初期型）
内装色はパステルっぽい色調でブルーがかった木目調の家具類が特徴。豪華版のCP仕様では、FFヒーター、リアヒーター＋エアコン、3way冷蔵庫、マルチルーム、カセットトイレ、サイドオーニング、リアラダー等と現在の水準からみても異例に充実している。温水設備はなし。なお、ガスはランタンなどで使うプタンガスx2である。
- JB470jr.
内装色はパステルっぽい色調でブルーがかった木目調の家具類が特徴。なお、JB470jr.はキッチン部分を縮小してその部分にサイドソファが設置されている。標準だったカセットトイレ、コンロ、冷蔵庫はオプションとなっている。

### 後期型（1998年～2000年）
- JB470セピア(1998年～モデル)
室内レイアウトは初期型を踏襲したもので室内トーンを木目系に変更したものである。装備面では冷蔵庫が3wayから12Vオンリーの1wayにかわり、外部水シャワーはシンクのシャワーヘッドに、トイレルームはマルチルームとなりカセットトイレはオプションとなっている。
- JB470
室内トーンは木目系で室内レイアウトが大幅に変更されている。装備面でもラジエーター熱交換による温水設備が追加されて、マルチルームに室内温水シャワーが使用できる。シャワーヘッドとシンク一体型２口ガスコンロと冷蔵庫は削除される。そのかわり助手席側後部に外部収納が追加される。シートはサードシート部がFASPからマット式の組み換え式にかわり、横向き一人用ベッドとしても活用できる。

### 現行型
デリカトラック生産終了の為、代わりにトヨタタウンエーストラックベースとしてJB490が2001年に復活している。レイアウトは後期型セピアに逆戻りしている。
また、2005年に室内意匠を大幅にかえたJB490T、ベース車をヒュンダイSRX（本国名・リベロ。なお並行輸入車である）としたJB490Sの2種類が誕生している。どちらも室内意匠は全く異なる。

## 豆知識
- 現在ではおなじみの引き出し式バンクベッドは国産キャブコンではJB470が最初である。
- 初期型と後期型ではエントランス窓枠と運転席側の室内窓枠、下部塗装の色、背面の色が違う。
- 2駆モデルは小径後輪を使用した超低床トラック仕様がベースのため、4駆モデルとはシェルの細部や全高が異なる。
- 初期型でも年式によりFFベバストヒーターのユニットとACブレーカーユニット、室内ライトが異なる。
- FASPシートのハイバックのヘッドレストが初期型では上下前後に調整可。
- イワタニのカセットガス供給器がピッタリのサイズで収納でき活用できる（初期型で確認済み）。